# أحمد فوزي باشا
أحمد فوزي باشا هو سياسي عثماني شغل منصب والي في الدولة العثمانية. تولى منصب قبطان باشا البحرية العثمانية.

## مناصبه
تولى المناصب التالية:
- والي اليمن (1891–1898)

## أنظر أيضا
- قائمة قباطين البحر العثمانيين.